# IRISHsteirisch
IRISHsteirisch ist eine österreichische Musikgruppe. Die Formation hat es sich zum Ziel gesetzt, irische und steirische Klänge musikalisch zu kombinieren. Der keltische Ursprung beider Richtungen ist unverkennbar, wenn steirische Harmonika und Fiddle zusammenspielen.
Im Jahre 2003 ist die erste CD unter dem Titel oafach leb'n erschienen, die von den Ex-Alpinkatzen Wolfgang Spannberger und Reinhard Stranzinger produziert wurde. Sie enthält 14 Titel und umspannt den Bogen von irischer zu steirischer Musik, ohne dabei Traditionals und andere bekannte Songs auszulassen.
Im Jahre 2007 wurde die zweite CD veröffentlicht mit dem Namen Duat wia do. Der Name dieser CD ist Programm. 15 Tracks tummeln sich auf dieser CD, die auch als Bonus-feature eine Video-CD enthält mit exclusiven Backstage Footage eines intimen Wirtshaus-Gigs in Wörschach. Diese CD wurde von Ernst Gottschmann produziert und teilweise in seinem eigenen Studio „Living Room Production“ und bei „Extension Productions“ aufgenommen.
2011 wurde die dritte CD veröffentlicht unter dem Namen „de Dritt“. Ein musikalischer Streifzug vom Ausseerland nach Irland und wieder zurück.

## Diskografie
- 2003: Oafach leb'n (Single)
- 2003: Oafach leb'n
- 2007: Duat wia Do
- 2009: EP Never Say Goodbye
- 2011: de dritt